# Horkelia fusca
Horkelia fusca är en rosväxtart som beskrevs av John Lindley. Horkelia fusca ingår i släktet Horkelia och familjen rosväxter.

## Underarter
Arten delas in i följande underarter:
- H. f. capitata
- H. f. filicoides
- H. f. fusca
- H. f. parviflora
- H. f. pseudocapitata
- H. f. tenella
- H. f. brownii

## Bildgalleri

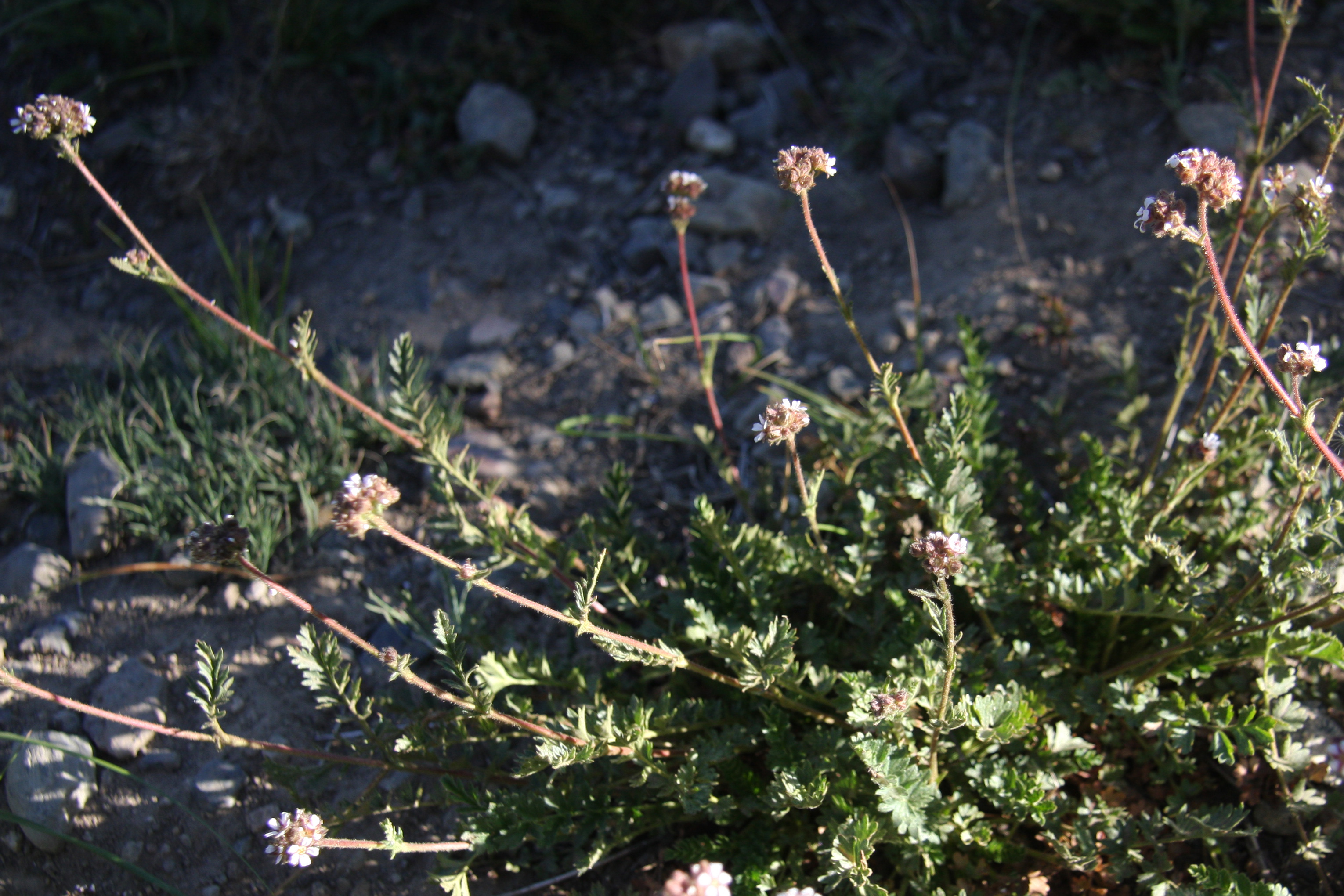
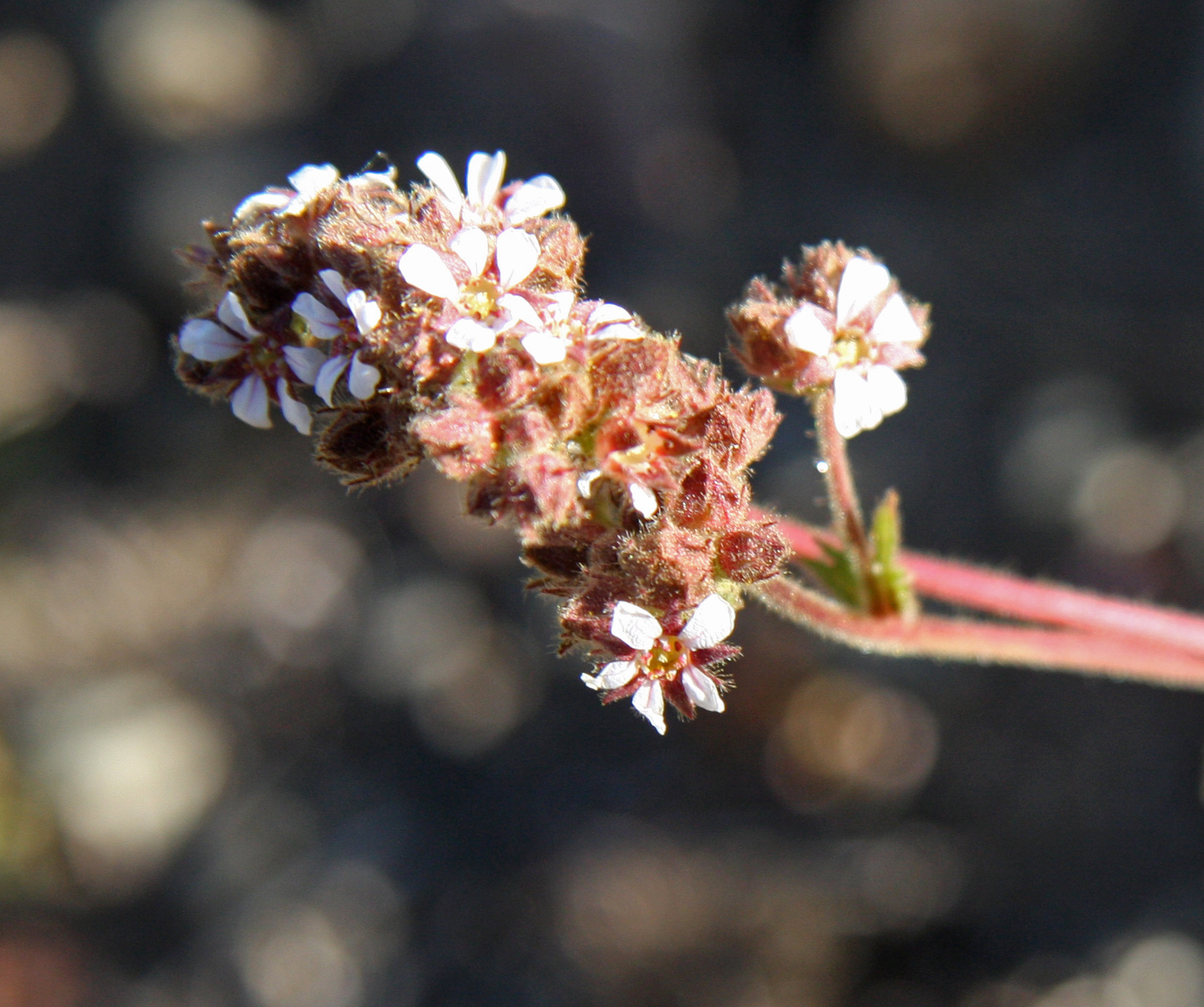